# 斯特凡纳·特雷诺
斯特凡纳·特雷诺（法語：Stéphane Traineau，1966年9月16日—），法国男子柔道运动员。他曾代表法国参加1988年、1992年、1996年和2000年夏季奥林匹克运动会柔道比赛，共获得二枚铜牌。